# 736 (numero)
Settecentotrentasei (736) è il numero naturale dopo il 735 e prima del 737.

## Proprietà matematiche
- È un numero pari.
- È un numero composto da 12 divisori: 1, 2, 4, 8, 16, 23, 32, 46, 92, 184, 368, 736. Poiché la somma dei suoi divisori (escluso il numero stesso) è 776 > 736, è un numero abbondante.
- È un numero semiperfetto in quanto pari alla somma di alcuni (o tutti) i suoi divisori.
- È un numero pratico.
- È un numero felice.
- È un numero congruente.
- È un numero ottagonale.
- È un numero palindromo nel sistema di numerazione posizionale a base 21 (1E1) e in quello a base 31 (NN). In quest'ultima base è altresì un numero a cifra ripetuta.
- È parte delle terne pitagoriche (273, 736, 785), (552, 736, 920), (736, 930, 1186), (736, 1380, 1564), (736, 2052, 2180), (736, 2898, 2990), (736, 4200, 4264), (736, 5865, 5911), (736, 8448, 8480), (736, 16920, 16936), (736, 33852, 33860), (736, 67710, 67714), (736, 135423, 135425).
- È un numero malvagio.
- È un numero di Friedman nel sistema numerico decimale.

## Astronomia
- 736 Harvard è un asteroide della fascia principale del sistema solare.
- NGC 736 è una galassia ellittica della costellazione del Triangolo.

## Astronautica
- Cosmos 736 è un satellite artificiale russo.